# (33465) 1999 FP32
1999 FP32 (asteroide 33465) é um asteroide da cintura principal. Possui uma excentricidade de 0.14882610 e uma inclinação de 1.33297º.
Este asteroide foi descoberto no dia 23 de março de 1999 por Korado Korlević em Visnjan.